# Pontamafrey-Montpascal
 Pontamafrey-Montpascal  es una población y antigua comuna francesa, en la región de Auvernia-Ródano-Alpes, departamento de Saboya, en el distrito de Saint-Jean-de-Maurienne y cantón de Saint-Jean-de-Maurienne. En 2019 se fusionó con las comunas Le Châtel y Hermillon para formar La Tour-en-Maurienne.

## Demografía
| 245 | 213 | 189 | 197 | 301 | 350 |
| Para los censos de 1962 a 1999 la población legal corresponde a la población sin duplicidades (Fuente: INSEE [Consultar]) |     |     |     |     |     |